# Raphaël Meltz
Pour les articles homonymes, voir Meltz.
Raphaël Meltz est un écrivain français né en 1975, auteur de romans, de récits, d'essais et de traductions, sous son propre nom ou sous le pseudonyme Hadrien Klent. Il a aussi été le cofondateur et directeur de la publication du journal Le Tigre.

## Biographie
Ancien élève de l'École normale supérieure (promotion 1996), il fonde en 2000, avec Laetitia Bianchi, la revue R de réel, revue généraliste et alphabétique (un numéro par lettre, la série s'arrêtant à la fin de l'alphabet, en 2004).
En 2006, toujours avec Laetitia Bianchi, il lance le journal Le Tigre, qui durera 9 ans. Une centaine de numéros sont publiés. Il est l'auteur de nombreux textes dans ce magazine, notamment le fameux « portrait Google » de 2008, qui obtiendra une visibilité mondiale.
En 2010, il lance dans Le Tigre des « feuilletons d'actualité » qui renouent avec l'écriture de presse en feuilleton de l'entre-deux-guerres.
En 2011, il est candidat à la direction du quotidien Le Monde, ce qu'il relate dans un texte publié dans Le Tigre.
De 2013 à 2017, il est attaché culturel de l'ambassade de France au Mexique.
Il est l'auteur de livres de genres différents : récits (notamment publiés dans Le Tigre), essais, livres illustrés (notamment avec Nicolas de Crécy) et romans. Dans un entretien publié à la sortie de son roman Jeu Nouveau, il explique ne pas vouloir donner de photo de lui:
« Je suis un peu décontenancé — assez déprimé, disons-le clairement — par le fait qu’il n’y ait quasiment plus aucune résistance à cette manie délirante consistant à penser qu’on doit illustrer l’existence d’un livre par le visage (ou le corps entier) de son auteur : rabats, quatrièmes de couverture, dépliants publicitaires. En librairie, il m’arrive souvent de croiser des visages d’auteurs contemporains : je finis par mieux connaître leurs traits que leurs livres. »
Le 19 novembre 2021, il est lauréat de l'une des bourses remises par le Fonds de dotation Vendredi soir, créé par Serge Toubiana en hommage à l’œuvre de la romancière Emmanuèle Bernheim. En mars 2022, avec Louise Moaty et Simon Roussin, il reçoit le Prix Spécial du jury au Festival d'Angoulême pour la bande dessinée Des Vivants.

### Sous le nom Hadrien Klent
Établi à Marseille, il se lance en parallèle de sa carrière officielle dans l'écriture de romans « plus accessibles et sociétaux », publiés sous le nom d'Hadrien Klent.[Lequel ?],.
Il publie son premier roman sous ce nom en 2010, Et qu'advienne le chaos, en lice notamment pour le prix Nouvel Obs du roman noir.
En 2016, il publie La Grande Panne, qui est « une charge contre la société actuelle » puis en 2021, sort son roman Paresse pour tous, qui décrit l'ascension politique d'un candidat défendant la semaine de travail de 15 heures,. Ce livre obtient le Prix Solidarité Harmonie mutuelle en 2021. 
À propos de ce roman, Quentin Girard écrit dans Libération : « Vous en avez assez des débats sur l’insécurité ? Sur le voile ? Sur Blanche-Neige ? Sur Napoléon ? Sur CNews ? Vous vous désespérez que la gauche se divise sur la laïcité ? Sur l’écriture inclusive ? Sur les réunions non mixtes ? Vous pensez que cela nous détourne des vrais enjeux économiques et climatiques ? Alors, Paresse pour tous est fait pour vous. ». Pour France inter, Christine Siméone demande à Hadrien Klent d'évoquer « l'informatique libre, les réseaux sociaux alternatifs ».  
En 2024, le livre continue à être régulièrement chroniqué dans la presse,, cité par des libraires, évoqué dans La Grande Librairie, et son auteur interviewé dans la presse écrite ou à la radio.
La suite du diptyque Paresse pour tous est  La Vie est à nous, qui est paru en 2023,,.

### Romans
- Mallarmé et moi,  éd. du Panama, 2006[29].
- Meltzland,  éd. du Panama, 2007[30].
- Urbs,  éd. Le Tripode, 2013[31].
- Jeu nouveau,  éd. Le Tripode, 2018[32].
- 24 fois la vérité,  éd. Le Tripode, 2021[33], Livre de Poche, 2023[34].
- Toutes les personnes, éd. Stock, 2023[35], Livre de Poche, 2024[36].
- Après, éd. Le Tripode, 2025[37].

#### Sous le nom Hadrien Klent
- Et qu'advienne le chaos, Attila, 2010, rééd. Le Tripode, 2014[12] (ISBN 9782370550194)
- La Grande Panne, Le Tripode, 2016[14],[15]  (ISBN 9782370550903)
- Paresse pour tous, Le Tripode, 2021[16],[17],[19]  (ISBN 9782370552693)
- La Vie est à nous, Le Tripode, 2023[26],[27],[28] (ISBN 9782370553522)

### Récits
- Diam's sans jeux de mots, éd. Le Tigre, 2010.
- Suburbs. Autour du Fort d'Aubervilliers, éd. Le Tigre, 2012[38].
- Suburbs II. Le Port de Gênes, éd. Le Tigre, 2013.

### Essais
- De voyou à pov'con, les offenses au chef de l'État de Jules Grévy à Nicolas Sarkozy,  éd. Robert Laffont, 2012[39].
- Histoire politique de la roue, éd. La Librairie Vuibert, 2020[40], rééd. La Roue. Une histoire politique, Le Seuil, «Points», 2023[41].
- À travers les nuits. Franz Kafka 1912, Buchet-Chastel, 2023[42].

### Livres illustrés & bandes dessinées
- Lisbonne, voyage imaginaire (images : Nicolas de Crécy), éd. Casterman, 2002, réédition 2019.
- L'Orgue de barbarie (avec Nicolas de Crécy), éd. Futuropolis, 2007.
- Des Vivants (scénario avec Louise Moaty, dessin de Simon Roussin), éditions 2024, 2021[43] - Prix Goscinny «jeune scénariste» 2022[44]; Prix spécial du Jury au Festival d'Angoulême 2022

### Traductions
- Lysistrata d'Aristophane, nouvelle traduction (avec Lætitia Bianchi), éd. Arléa, 2003.
- Le pique-nique des vautours ou Comment le capitalisme détruit la planète de Greg Palast, éd. Denoël, 2013.
- Sonnets de Shakespeare, avec et pour un spectacle de Louise Moaty, 2016[45].
- Paul McCartney (avec trois autres traducteurs), éd. Buchet-Chastel, 2021[46].

### Ouvrages traduits
- Una historia política de la rueda (Espagne/Mexique), Turner libros, 2021[47].
- Los vivos (Espagne), Garbuix books, 2023[48].
- 살아있는 자들 (Corée), Liquid books, 2023[49].
- 24 volte la verità (Italie), Prehistorica, 2024[50].